# 7월 7일
7월 7일은 그레고리력으로 188번째(윤년일 경우 189번째) 날에 해당한다.

## 사건
- 1898년 - 미국이 하와이를 병합하다.
- 1937년 - 노구교 사건으로 중일전쟁이 발발한다.(~ 1945년)
- 1974년 - 다나바타 호우가 발생했다.
- 1978년 - 솔로몬 제도가 영국으로부터 독립했다.
- 1988년 - 7·7 선언 발표.
- 2005년 - 영국에서 G8 정상회의를 하던 중 런던에서 테러가 발생하다.
- 2009년 - 한국과 미국사이트를 향해 DDoS 공격 (7.7 DDoS 공격) (~ 7월 11일)
- 2012년 - 러시아의 크라스노다르 크라이 지역(Krasnodar Krai region)에서 갑작스러운 홍수(flash flood)로 최소 172명 사망.
- 2013년 - (한국 시각) 아시아나항공 214편 보잉 777여객기가 샌프란시스코 국제공항 활주로에서 추락하였다.
- 2014년 -
  - SM엔터테인먼트 소속 그룹 f(x), 정규 3집 "Red Light" 발매.
  - 조선민주주의인민공화국이 인천 아시안게임에 응원단을 파견하겠다고 발표하였고, 대한민국 정부는 이를 수용하였다.
  - 브라질 캄피나스에 삼성전자 공장에 20여명의 무장 괴한이 침입해 상당량의 제품을 훔쳐 달아났다.
  - 과테말라 접경 지역인 멕시코 남부 치아파스주 태평양 연안에서 규모 6.9의 지진이 발생하였다.

## 문화
- 1960년 - 대한민국 최초의 복사기 생산업체 신도리코가 설립되다.
- 1971년 - 백제 무령왕릉이 발굴되었다.
- 1998년 - 서태지 5집 앨범이 발매되다.
- 2009년 - 티맥스 윈도가 공개되다.
- 2011년 - 2018 평창 동계 올림픽 개최가 확정되다.
- 2015년 - 음악가 그룹 트와이스의 구성원이 확정되고 팀이 공식적으로 결성되다.
- 2025년
  - 안녕하세요 이문세입니다가 한달 반만에 MBC FM4U로 이동했다.
  - 스위트뮤직박스가 26년만에 종영되었다.

## 탄생
- 1752년 - 프랑스의 상인 조셉 마리 자카드. (~1834년)
- 1852년 - 이치노세키 번의 10대 번주 다무라 구니요시. (~1887년)
- 1860년 - 오스트리아의 작곡가, 지휘자 구스타프 말러. (~1911년)
- 1881년 - 대한제국과 일제 강점기의 관료, 정치인, 기업인, 신념형 친일파 사상가 한규복. (~1967년)
- 1883년 - 독일 황제 아이텔 프리드리히 폰 프로이센 왕자. (~1942년)
- 1887년 - 러시아의 표현주의 화가 마르크 샤갈. (~1985년)
- 1891년 - 일본의 군인 구리바야시 다다미치. (~1945년)
- 1899년 - 미국의 영화감독 조지 큐커. (~1983년)
- 1901년 - 이탈리아의 영화감독 비토리오 데 시카. (~1974년)
- 1902년 - 조선민주주의인민공화국의 시인 박세영. (~1989년)
- 1906년 - 미국의 야구인 사첼 페이지. (~1982년)
- 1907년
  - 대한민국의 문학 평론가 김문집.
  - 미국의 소설가 로버트 A. 하인라인. (~1988년)
- 1910년 - 대한민국의 법조인 한성수. (~1988년)
- 1922년 - 이탈리아의 패션디자이너 피에르 가르뎅. (~2020년)
- 1930년 - 일본의 정치인 고바야시 다다오.
- 1933년 - 뉴질랜드의 육상 선수 머리 홀버그. (~2022년)
- 1937년
  - 홍콩의 행정장관 둥긴와.
  - 일본의 소설가, 작가 시오노 나나미.
- 1940년 - 영국의 가수 링고 스타.
- 1941년 - 미국의 가수, 작곡가 챈 로메로. (~2024년)
- 1942년 - 대한민국의 정치인 김영일.
- 1943년 - 이탈리아의 싱어송라이터 겸 음악가 토토 쿠투뇨. (~2023년)
- 1944년
  - 대한민국의 성우 윤병훈. (~1996년)
  - 영국의 과학자 이언 윌머트. (~2023년)
- 1949년 - 미국의 배우 셸리 듀발. (~2024년)
- 1950년 - 보스니아 헤르체코비나의 군인 엔베르 하지하사노비치. (~2024년)
- 1952년 - 대한민국의 교육인 이상범.
- 1960년
  - 대한민국의 노동운동가 김진숙.
  - 불가리아의 레슬링 선수 지프코 반겔로프.
- 1962년 - 튀르키예의 배우, 정치가, 영화감독 스르 쉬레이야 왼데르. (~2025년)
- 1963년
  - 대한민국의 배우 하유미.
  - 대한민국의 정치인 고영인.
- 1964년 - 일본의 배우 츠츠미 신이치.
- 1967년
  - 대한민국의 희극인, 방송인 표영호.
  - 대한민국의 성우 박정민.
- 1968년 - 대한민국의 가수, 보컬리스트 김재기. (~1993년)
- 1969년
  - 대한민국의 전 배우 이아로.
  - 미국의 배우 로빈 와이거트.
- 1970년 - 대한민국의 아나운서 김정아.
- 1971년 - 미국의 농구 선수 리사 레슬리.
- 1972년 - 대한민국의 만화가 박성우.
- 1973년
  - 일본의 만화가 타카야 나츠키.
  - 대한민국의 핸드볼 선수 윤경신.
- 1974년
  - 대한민국의 아나운서 최대현.
  - 캐나다의 컬링 선수 제니퍼 존스.
- 1975년
  - 대한민국의 가수 올라이즈 밴드.
  - 대한민국의 배우 정민성.
  - 독일의 배우 니나 호스.
- 1976년
  - 대한민국의 배우 고은미.
  - 프랑스의 배우 베레니스 베조.
- 1977년 - 대한민국의 아나운서 강수진.
- 1978년 - 쿠바의 레슬링 선수 알렉시스 로드리게스.
- 1980년
  - 대한민국의 배우 오주은.
  - 대한민국의 배우 최영준.
  - 중국계 미국인 전직 피겨 스케이팅 선수 미셸 콴.
  - 대한민국의 희극인, 배우 송형수.
- 1981년 - 대한민국의 배우 오대영.
- 1982년
  - 대한민국의 싱어송라이터 및 프로듀서 진보.
  - 대한민국의 희극인 이상준.
  - 일본의 범죄자 사카키바라 세이토.
- 1983년
  - 대한민국의 모델, 배우 임은경.
  - 대한민국의 성우 박희은.
- 1984년
  - 도미니카 공화국의 야구 선수 알프레도 피가로.
  - 일본의 야구 선수 사카구치 도모타카.
  - 일본의 배우 이토 요스케.
- 1985년
  - 대한민국의 배우 서우.
  - 대한민국의 성우 장희문.
  - 대한민국의 배우 서미영.
- 1987년 - 대한민국의 축구 선수 조우진.
- 1988년 - 대한민국의 미스코리아 김사라.
- 1989년
  - 대한민국의 배우 김범.
  - 대한민국의 야구 선수 오선진.
  - 대한민국의 레이싱 모델 서한빛.
  - 캐나다의 배우 제이미 존스턴.
- 1990년 - 대한민국의 전 배우, 가수 한지성. (~2019년)
- 1991년
  - 대한민국의 배우 최태준.
  - 대한민국의 아나운서 왕준호.
- 1992년
  - 대한민국의 래퍼 상민 (크로스진).
  - 독일의 모델,배우 토니 가른.
  - 대한민국의 기상캐스터 양태빈.
- 1993년 - 대한민국의 가수 빈센트 선라이즈.
- 1994년 - 대한민국의 래퍼 제네 더 질라.
- 1995년 - 대한민국의 골프 선수 고진영.
- 1996년
  - 대한민국의 가수 윤채경 (에이프릴).
  - 일본의 야구 선수 오지마 가즈야.
- 1997년 - 일본의 가수 이쿠타 에리나 (모닝구무스메).
- 1999년
  - 대한민국의 배우 유연미.
  - 대한민국의 리그 오브 레전드 프로게이머 클리드.
  - 프랑스의 축구 선수 무사 디아비.
- 2000년
  - 대한민국의 래퍼, 고등래퍼2 우승자 김하온.
  - 일본의 탁구 선수 하야타 히나.
- 2001년 - 대한민국의 리그 오브 레전드 프로게이머 포커스.
- 2006년 - 대한민국의 모델 강은지.
- 2008년 - 영국의 스케이드보드 선수 스카이 브라운.

## 사망
- 1304년 - 제194대 로마 교황 교황 베네딕토 11세. (1240년~)
- 1307년 - 잉글랜드의 국왕 에드워드 1세. (1239년~)
- 1930년 - 영국의 추리소설 작가 아서 코난 도일. (1859년~)
- 1967년 - 영국의 배우 비비언 리. (1913년~)
- 1971년 - 미국의 애니메이터 어브 아이웍스. (1901년~)
- 1973년 - 독일의 철학자 막스 호르크하이머. (1895년~)
- 1986년 - 대한민국의 국어학자, 독립운동가 정인승. (1897년~)
- 1997년 - 대한민국의 기자 조달훈. (1951년~)
- 2003년 - 미국의 경제학자 찰스 킨들버거. (1910년~)
- 2006년 - 영국의 싱어송라이터 시드 배럿. (1946년~)
- 2014년 - 아르헨티나의 축구 선수 알프레도 디 스테파노. (1926년~)
- 2018년 - 프랑스의 왕자, 레이싱카 운전사, 사업가 부르봉파르마 왕자 미셸. (1926년~)
- 2021년
  - 대한민국의 국회의원, 정치인 조기상. (1937년~)
  - 대한민국의 축구 선수 김희호. (1981년~)
  - 미국의 배우, 영화감독 로버트 다우니 시니어. (1936년~)
  - 아이티의 제42대 대통령 조브넬 모이즈. (1968년~)
  - 인도의 영화배우 딜립 쿠마르. (1922년~)
- 2022년 - 미국의 영화배우 애덤 웨이드. (1935년~)

## 기념일
- 일본의 칠석, 타나바타(七夕)
- 독립기념일: 솔로몬 제도
- 세계 초콜릿의 날

## 같이 보기
- 전날: 7월 6일 다음날: 7월 8일 - 전달: 6월 7일 다음달: 8월 7일
- 음력: 7월 7일
- 모두 보기